# Mordellistena buxtoni
Mordellistena buxtoni es una especie de coleóptero de la familia Mordellidae.

## Distribución geográfica
Habita en Samoa.